# Anolis pygmaeus
Anolis pygmaeus е вид влечуго от семейство Dactyloidae. Видът е застрашен от изчезване.

## Разпространение
Разпространен е в Мексико.

## Описание
Популацията на вида е намаляваща.